# Bruna, soroche y los tíos
Bruna, soroche y los tíos es la primera novela de la escritora ecuatoriana Alicia Yánez Cossío, publicada en 1973 por la Casa de la Cultura Ecuatoriana. La obra es considerada un clásico de la literatura ecuatoriana y una exponente temprana del realismo mágico. La trama de la misma sigue la historia de Bruna, una joven que habita en una ciudad sometida a las tradiciones religiosas y al soroche, y que luego de descubrir la historia de sus antepasados decide resistirse a la inercia que ha caracterizado a su familia.

## Publicación
La novela fue concebida originalmente como una colección de cuentos cortos, en los que Yánez trabajó durante cinco años. Luego de unificarlos en forma de novela, decidió enviar la obra bajo el nombre La ciudad dormida a la primera bienal del libro organizada por la Casa de la Cultura Ecuatoriana en 1965, pero el concurso fue declarado desierto.
Años más tarde, luego de leer la novela Cien años de soledad y ganar confianza en la calidad de su texto, decidió hacerle cambios y presentarla con el nombre Bruna, soroche y los tíos bajo el seudónimo El Pajar Pintado al concurso de literatura Ismael Pérez Pazmiño, organizado en 1971 por diario El Universo con motivo del aniversario cincuenta de su fundación. El jurado estuvo compuesto por los escritores Benjamín Carrión y Ángel Felicísimo Rojas, quienes declararon la novela de Yánez como la ganadora. En su decisión, el jurado destacó su "fluidez narrativa, arquitectura novelesca, bella forma literaria" y por revelar su "raíz y estirpe ecuatorianas".
El premio le abrió las puertas a la escena literaria ecuatoriana, que en ese entonces estaba dominada en su totalidad por hombres. Sin embargo, no todas las voces fueron de apoyo. Varios escritores varones que también habían participado en el concurso criticaron la victoria de Yánez, acusándola de haber plagiado Cien años de soledad. El disgusto que le produjeron estos ataques fue uno de los detonantes de la escritura de su novela feminista Yo vendo unos ojos negros, publicada en 1979.

## Análisis
A lo largo de la novela se utiliza la figura del soroche como metáfora del estancamiento social, la apatía, los prejuicios y la falta de identidad propia de los habitantes de la ciudad.
La novela analiza de forma crítica, por medio del realismo mágico, las sociedades latinoamericanas y la condición de la mujer en las mismas. Para ello, la familia de Bruna es usada como representación de la sociedad en general y sus problemas. A lo largo de las seis generaciones de la familia Catovil, las mujeres ven su posición desfavorable mantenerse sin variaciones mientras sus aspiraciones personales se ven limitadas por las demandas de la sociedad. Yánez describe en Bruna  de la siguiente forma la posición dada a las mujeres en la sociedad: "Las mujeres no tenían ningún tipo de instrucción, no se les permitía ni hojear un libro por temor a que se hicieran hombrunas. Sólo podían tener contacto con la aguja, la escoba y las ollas. Cuando sus pensamientos se atrevían a ir más allá de los aleros de sus tejados, eran causa de escándalo y ellas mismas se reprimían, porque creían que obraban mal". Sólo Bruna, luego de aceptar su identidad mestiza, logra rebelarse contra la ciudad y sus costumbres.
La búsqueda de la identidad mestiza también es un tema recurrente en la novela. Con el pasar de los años la familia de Bruna intenta borrar la memoria de María Illacatu, su antepasada indígena, al cambiar poco a poco el apellido familiar Illacatu hasta transformarlo en Catovil. María Illacatu vive en carne propia este intento por borrar su identidad cultural a manos de la tiranía de su esposo, que intenta despojarla de sus costumbres y de su idioma, y que termina plasmando la supresión de su identidad en un retrato que la mostraba con una piel más blanca a la que tenía en realidad. Esta identidad mestiza es recuperada generaciones después por Bruna, quien luego de reconstruir la historia de sus antepasados vuelve a usar el apellido Illacatu a pesar del escándalo de su familia.
Otro de los temas explorados en la obra son los abusos de la religión contra la sociedad, ejemplarizados en la figura del obispo Salomón, abuelo de Bruna y quien para luchar contra la masonería forma un "Batallón de la Fe" compuesto por los centenares de hijos que engendró con las mujeres de la ciudad, a quienes convenció de participar en la causa luego de asegurarles que seguirían siendo "puras" por constituir un acto en defensa de la religión.

## Recepción
Bruna, soroche y los tíos recibió críticas positivas tras su publicación. El crítico estadounidense Michael Handelsman la calificó en 1978 como la novela "más importante que una mujer ecuatoriana haya escrito". Francisco Tobar García declaró la publicación de la novela como el nacimiento de "una gran novelista en el Ecuador", mientras que Benjamín Carrión aseveró que Yánez había creado "una nueva forma de novelar en las letras patrias".
La versión inglesa de la novela fue elogiada por la revista Publishers Weekly, que en su reseña la calificó como "la historia de una joven en busca de su identidad" y como un clásico, apreciando además el realismo mágico empleado por Yánez y su sensibilidad poética. Comentarios positivos similares recibió en la reseña de Kirkus Reviews, que la calificó de "hábil alegoría" y de una "rica narrativa episódica" sobre las supersticiones latinoamericanas y el machismo.